# 1948 a jogalkotásban
1948-ban az alábbi jogszabályokat alkották meg:

## Magyarország

### Törvények
- 1948. évi I. törvény a tájékoztatásügyi miniszteri állás megszüntetéséről
- 1948. évi II. törvény a nemzetgyűlési képviselők összeférhetetlensége tárgyában alkotott 1946. évi XXVI. törvény kiegészítéséről
- 1948. évi III. törvény a „Magyar Szabadság Érdemrend” alapításáról szóló 1946. évi VIII. törvénycikk és a „Magyar Köztársasági Érdemrend és Érdemérem” alapításáról szóló 1946. évi XXI. törvénycikk kiegészítéséről
- 1948. évi IV. törvény a Budapesten, az 1947. évi december hó 8. napján aláírt magyar-jugoszláv barátsági, együttműködési és kölcsönös segélynyújtási szerződés becikkelyezéséről
- 1948. évi V. törvény a honvédségi védőként eljáró nyugállományú és szolgálaton kívüli viszonybeli hadbírák fegyelmi felelősségéről
- 1948. évi VI. törvény a Magyar Köztársaság megalapításának és az 1848/49. évi szabadságharc és forradalom emlékére engedélyezendő közkegyelemről
- 1948. évi VII. törvény a büntetés végrehajtására vonatkozó egyes kivételes rendelkezésekről
- 1948. évi VIII. törvény az 1947. évi XX. törvénnyel az államháztartás vitelére adott felhatalmazás újabb meghosszabbításáról
- 1948. évi IX. törvény 	 a kulturális együttműködés tárgyában Bukarestben 1947. évi november hó 25. napján aláírt magyar-román egyezmény becikkelyezéséről
- 1948. évi X. törvény 	 a kulturális együttműködés tárgyában Budapesten 1947. évi október hó 29. napján aláírt magyar-bolgár egyezmény becikkelyezéséről
- 1948. évi XI. törvény a Budapesten 1948. évi január hó 24. napján aláírt magyar-román barátsági, együttműködési és kölcsönös segélynyújtási szerződés becikkelyezése tárgyában
- 1948. évi XII. törvény 	 az Egészségügyi Világszervezet Alkotmányának becikkelyezéséről
- 1948. évi XIII. törvény 	 a bauxitbányászat és az alumíniumtermelés államosításáról
- 1948. évi XIV. törvény 	 a szénbányászat államosításával kapcsolatos kártalanítási törvényjavaslat benyújtására megszabott határidő meghosszabbításáról
- 1948. évi XV. törvény a „Magyar Munka Érdemrend és Érdemérem” alapításáról
- 1948. évi XVI. törvény a „Köztársasági Elnök Elismerésének Koszorúja” alapításáról
- 1948. évi XVII. törvény a „Kossuth Érdemrend” alapításáról
- 1948. évi XVIII. törvény a „Kossuth-díj” alapításáról
- 1948. évi XIX. törvény az 1947/48. évi állami költségvetésről
- 1948. évi XX. törvény a kulturális együttműködés tárgyában Budapesten 1948. évi január hó 31. napján aláírt magyar-lengyel egyezmény becikkelyezéséről
- 1948. évi XXI. törvény a Moszkvában, 1948. évi február hó 18. napján aláírt magyar-szovjet barátsági, együttműködési és kölcsönös segélynyujtási szerződés becikkelyezéséről
- 1948. évi XXII. törvény az ítélőbírák áthelyezésének, úgyszintén az ítélőbírák és az államügyészségi tagok végelbánás alá vonásának átmeneti szabályozásáról
- 1948. évi XXIII. törvény az 1848/49. évi forradalom és szabadságharc emlékének megörökítéséről
- 1948. évi XXIV. törvény a Magyar Köztársaság kormánya részére rendeletek kibocsátására adott felhatalmazás újabb meghosszabbításáról
- 1948. évi XXV. törvény 	 egyes iparvállalatok állami tulajdonba vételéről
- 1948. évi XXVI. törvény külföldön tartózkodó egyes személyeknek magyar állampolgárságuktól való megfosztása és vagyonuk elkobzása tárgyában
- 1948. évi XXVII. törvény az egyes villamosművek energiatelepeinek és távvezetékeinek állami tulajdonba vételéről és a villamos energiagazdálkodással kapcsolatos egyéb rendelkezésekről szóló 1946. évi XX. törvény értelmében járó kártalanítást szabályozó törvényjavaslat benyujtására megszabott határidő meghosszabbításáról
- 1948. évi XXVIII. törvény 	 az elhagyott javak kérdésének rendezéséről
- 1948. évi XXIX. törvény az ügyvédi rendtartásról szóló 1937. évi IV. törvénycikk módosításáról és kiegészítéséről
- 1948. évi XXX. törvény a gyógyszerészetről
- 1948. évi XXXI. törvény a szövetkezetekről szóló 1947. évi XI. törvény egyes rendelkezéseinek újabb módosításáról, illetőleg kiegészítéséről
- 1948. évi XXXII. törvény a Magyar Nemzeti Bank létesítéséről és szabadalmáról szóló 1924. évi V. törvénycikk kiegészítéséről és módosításáról
- 1948. évi XXXIII. törvény 	 a nem állami iskolák fenntartásának az állam által való átvétele, az azokkal összefüggő vagyontárgyak állami tulajdonbavétele és személyzetének állami szolgálatba való átvétele tárgyában
- 1948. évi XXXIV. törvény az állami költségvetési év kezdetéről, valamint az államháztartásnak az 1948. évi augusztus hó 1. napjától az 1948. évi december hó 31. napjáig terjedő viteléről
- 1948. évi XXXV. törvény 	 a volt királyi család alapítványi vagyonának állami tulajdonba vételéről
- 1948. évi XXXVI. törvény 	 a Magyar Nemzeti Bank és a Pénzintézeti Központ I. kúriájába tartozó, részvénytársasági alapon működő pénzintézetek magyar tulajdonban lévő részvényeinek állami tulajdonba vételéről szóló 1947. évi XXX. törvény kiegészítéséről
- 1948. évi XXXVII. törvény a nemzeti vállalatról
- 1948. évi XXXVIII. törvény a Magyar Tudományos Tanács létesítése tárgyában
- 1948. évi XXXIX. törvény a Varsóban 1948. évi június hó 18. napján aláírt magyar-lengyel barátsági, együttműködési és kölcsönös segélynyújtási szerződés becikkelyezéséről
- 1948. évi XL. törvény 	 az Egyesült Nemzetek Nevelésügyi, Tudományos és Kulturális Szervezete Alkotmányának becikkelyezéséről
- 1948. évi XLI. törvény 	 a Magyar Köztársaság és a Lengyel Köztársaság között gazdasági együttműködés tárgyában 1948. évi május hó 13. napján aláírt Egyezmény becikkelyezéséről
- 1948. évi XLII. törvény a Nagy-Budapest területén megválasztott törvényhatósági bizottsági és képviselő-testületi tagok megbízatásának meghosszabbításáról
- 1948. évi XLIII. törvény a nőkre nézve a közszolgálat körében és más életpályákon fennálló hátrányos helyzet megszüntetéséről
- 1948. évi XLIV. törvény a Fővárosi Közmunkák Tanácsának és a Fővárosi Pénzalapnak megszüntetéséről, valamint a városrendezési ügyek intézéséről
- 1948. évi XLV. törvény a Magyar Nemzeti Bank létesítéséről és szabadalmáról szóló 1924. évi V. törvénycikk kiegészítése és módosítása tekintetében intézkedő 1948. évi XXXII. törvény módosításáról
- 1948. évi XLVI. törvény a honvédelmi miniszternek honvéd ügyészségek felállítása és megszüntetése tekintetében adott felhatalmazásról
- 1948. évi XLVII. törvény a katonai titok tekintetében elkövetett hűtlenségre vonatkozó hatásköri rendelkezésekről
- 1948. évi XLVIII. törvény a büntetőtörvények egyes fogyatékosságainak megszüntetéséről és pótlásáról (Csemegi-kódex III. büntetőnovella)
- 1948. évi XLIX. törvény a kiskorúak és gondnokoltak gyámhatósági kezelés alá tartozó pénzeinek elhelyezése és a gyámpénztári tartalékalap megszüntetése tárgyában
- 1948. évi L. törvény az országgyűlési választói névjegyzék helyesbítésének elhalasztásáról
- 1948. évi LI. törvény az egyes vármegyei és községi állásoknak állami állásokká átszervezéséről
- 1948. évi LII. törvény az 1948. évi XXII. törvény hatályának kiterjesztéséről és a közjegyzők, valamint a bírósági végrehajtók elmozdítására vonatkozó átmeneti rendelkezésekről
- 1948. évi LIII. törvény a kiváltságos haszonvételi jogok megszüntetéséről
- 1948. évi LIV. törvény a büntetőítélethez fűződő hátrányos jogkövetkezmények korlátozásáról és megszüntetéséről szóló 1940:XXXVII. törvénycikkben foglalt kedvezmények kiterjesztéséről
- 1948. évi LV. törvény a méterrendszernek a földadókataszteri munkálatokban és a telekkönyvben való alkalmazásáról
- 1948. évi LVI. törvény a Magyar Köztársaság kormánya részére rendeletek kibocsátására adott felhatalmazás újabb meghosszabbításáról
- 1948. évi LVII. törvény a Magyar Közgazdaságtudományi Egyetem létesítéséről
- 1948. évi LVIII. törvény a Külügyi Akadémia létesítéséről
- 1948. évi LIX. törvény az államháztartásnak az 1949. évi január hó 1. napjától az 1949. évi február hó végéig terjedő viteléről
- 1948. évi LX. törvény a magyar állampolgárságról
- 1948. évi LXI. törvény a községi illetőség megszüntetéséről
- 1948. évi LXII. törvény a katonai büntetőtörvénykönyvről
- 1948. évi LXIII. törvény a katonai igazságügyi szervezet, valamint a katonai büntetőbíráskodásban a fellebbvitel módosításáról

### Kormányrendeletek
- 1.120/1948. (I. 29.) Korm. rendelet a biztosító magánvállalatok alaptőkéjének és biztosítási alapjának újabb szabályozásáról szóló 5.900/1942. ME rendeletben és a biztosító magánvállalatok életbiztosítási díjtartalékának gyűjtésével kapcsolatos egyes kérdések rendezéséről szóló 8.830/1939. ME rendeletben pengőben meghatározott összegeknek forintérték átszámítása tárgyában
- 1.900/1948. Korm. rendelet a „Kossuth-díj” alapításáról szóló 1948. XVIII. törvénycikk végrehajtása tárgyában
- 5.330/1948. Korm. rendelet a közületek, továbbá egyes intézetek, intézmények, vállalatok és üzemek részére szóló postautalványok és posta-takarékpénztári csekkfizetési utalványok jóváírással történő kiegyenlítése tárgyában [1]
- 6.430/1948. (VI. 11.) Korm. rendelet az állami érdekeltségű biztosító magánvállalatok üzletvitelének egységes irányításáról
- 4.980/1948. (IV. 30.) Korm. rendelet az Országos Mentőszolgálat szervezéséről
- 7.210/1948. (VII. 3.) Korm. rendelet az ipari központokról
- 7.890/1948. (VII. 27.) Korm. rendelet a megszűnő szövetkezet vagyonának bejelentéséről, átruházásáról és iparjogosítványáról
- 8.000/1948. (VIII. 13.) Korm. rendelet a földművesszövetkezetekről
- 10.160/1948. (X. 5.) Korm. rendelet egyes szövetkezeteknek közigazgatási úton való feloszlatásáról
- 11.230/1948. (XII. 9.) Korm. rendelet  a vérátömlesztés (vértranszfúzió) országos megszervezéséről és Országos Vérellátó Szolgálat felállításáról
- 12.000/1948. (XI. 7.) Korm. rendelet a földbérlő szövetkezetekről szóló, továbbá a földművesszövetkezetekről szóló 8.000/1948. (VIII. 13.) Korm. rendelet egyes rendelkezéseinek módosítása, illetőleg kiegészítése tárgyában
- 12.200/1948. (XII. 4.) Korm. rendelet a háború folytán szükségessé vált kivételes holtnak nyilvánítási szabályok megállapításáról
- 13.010/1948. (XII. 19.) Korm. rendelet a földbérlő szövetkezetek tagjaira vonatkozó rendelkezések kiegészítéséről

### Miniszteri rendeletek
- 195.000/1948. VII. P. M. rendelet az együttes kereseti és jövedelemadóra, a társulati és tantiemadóra, valamint a nyereségtöbblet-adóra vonatkozó rendelkezések végrehajtásáról [2]
- 122.000/1948. (XI. 7.) KSzM rendelet a földművesszövetkezetek alapszabálymintájának közzétételéről